# Gemeindeverwaltungsverband Feldatal-Grebenau-Romrod-Schwalmtal
Der Gemeindeverwaltungsverband (GVV) Feldatal-Grebenau-Romrod-Schwalmtal ist ein Gemeindeverwaltungsverband in Mittelhessen. Er besteht aus den Städten und Gemeinden Feldatal, Grebenau, Romrod und Schwalmtal.

## Geschichte
Der Gemeindeverwaltungsverband wurde am 22. Dezember 2015 von vier Gemeinden im Vogelsbergkreis gegründet. Der Zusammenschluss umfasst rund 10.000 Einwohner und 28 Ortsteile. Er ist der erste in Hessen, der von vier Gemeinden gebildet wurde und gleichzeitig sämtliche Verwaltungsaufgaben der Mitgliedsgemeinden zusammenfasst und wird als Interkommunale Zusammenarbeit gefördert.

## Mitgliedsgemeinden
| Gemeinde                       | Feldatal                        | Grebenau                  | Romrod              | Schwalmtal                    |
| ------------------------------ | ------------------------------- | ------------------------- | ------------------- | ----------------------------- |
| Einwohner (31. Dezember 2023)  | 2225                            | 2301                      | 2557                | 2755                          |
| Fläche (km²)                   | 55,69                           | 55,37                     | 54,42               | 54,38                         |
| Bevölkerungsdichte (Einw./km²) | 40                              | 41                        | 46                  | 48                            |
| Vorwahl                        | 0 66 37                         | 0 66 46                   | 0 66 36             | 0 66 38 und 0 66 30           |
| PLZ                            | 36325                           | 36323                     | 36329               | 36318                         |
| Anschrift                      | Schulstraße 2                   | Amthof 2                  | Jahnstraße 2        | Alsfelder Straße 72           |
| Bürgermeister                  | Leopold Bach (parteiunabhängig) | Lars Wicke (Freie Wähler) | Hauke Schmehl (CDU) | Timo Georg (parteiunabhängig) |
| Internetauftritt               | Feldatal                        | Grebenau                  | Romrod              | Schwalmtal                    |

## Aufgaben
Die Mitgliedskommunen übertragen dem Gemeindeverwaltungsverband im Rahmen der bestehenden Rechtsvorschriften die verwaltungsmäßige Erledigung der ihnen obliegenden Geschäfte der laufenden Verwaltung. Die Verbandsmitglieder stimmen überein, dass sich die Aufgabenübertragung lediglich auf die Aufgabendurchführung erstreckt und dass eine Zuständigkeitsverlagerung im Sinne einer Aufgabendelegation damit nicht verbunden ist. Der Gemeindeverwaltungsverband ist das geeignete Instrument, um die kleinen ländlichen Kommunen Feldatal, Grebenau, Romrod und Schwalmtal zu stärken und deren Eigenständigkeit nachhaltig zu sichern. Der Verwaltungsverband soll insbesondere bei steigenden Anforderungen qualifizierte Dienstleistungen zu vertretbaren Kosten anbieten. Das wichtigste Qualitätskriterium einer kleinen Gemeinde muss auch künftig die Bürgernähe sein.
Eine Zusammenlegung einzelner Verwaltungsaufgaben durch mehrere öffentlich-rechtliche Vereinbarungen ist nicht zielführend. Einzelne Fachbereiche der Verwaltung nach und nach zusammenzuführen ist in kleinen Kommunen nicht möglich. Die Bediensteten sind Generalisten, die mehrere Fachbereiche mit einem vielfältigen Aufgabenspektrum abdecken. Deshalb müssen alle Verwaltungsaufgaben zusammen betrachtet werden, um zweckmäßige Fachbereiche mit einem hohen Spezialisierungsgrad zu bilden. So entstehen Synergien. Darüber hinaus müssen Kompetenzen und Verantwortung aller Beteiligten klar geregelt sein. Dies ist mit den gesetzlich definierten Organen eines Gemeindeverwaltungsverbandes möglich. Der Gemeindeverwaltungsverband dient als adäquater rechtlicher und organisatorischer Rahmen. Er ist eine Sonderform des Zweckverbandes und basiert auf bekannten und vielfach bewährten institutionellen Regelungen.
Der Gemeindeverwaltungsverband ist im Gesetz über kommunale Gemeinschaftsarbeit (KGG) gesetzlich geregelt. Die Leitung des Verbandes erfolgt durch seinen Vorstand. Dieser besteht aus den Bürgermeistern der Verbandskommunen. Die Aufgaben des Verbandsvorstandes sind vergleichbar mit den Aufgaben des Gemeindevorstandes in der einzelnen Gemeinde. Der Verbandsversammlung als weiterem Organ gehören ausschließlich Gemeindevertreter der Mitgliedsgemeinden an. Die Aufgaben der Verbandsversammlung sind in Bezug auf den Gemeindeverwaltungsverband vergleichbar mit den Aufgaben der Gemeindevertretung in der einzelnen Gemeinde.
Die einzelnen Aufgaben müssen von den beteiligten Kommunen auf den Verband übertragen werden. Die zu erbringenden Aufgaben werden in der Verbandssatzung festgeschrieben. Die Gemeindevertretungen bestimmen also den Umfang der Aufgaben, die auf den Verband übertragen werden. Der Verband erfüllt die Aufgaben mit seinen Bediensteten oder bedient sich zur Aufgabenerfüllung der Bediensteten der Kommunen. Die Mitgliedskommunen zahlen eine Umlage an den Verband, die auf Grundlage der Einwohnerzahlen festgelegt wird, sofern keine andere Regelung. Sämtliche Gemeindegremien bleiben mit allen ihren Aufgaben gemäß Hessischer Gemeindeordnung erhalten. Insbesondere das Budgetrecht verbleibt bei dem jeweiligen Gemeindeparlament. Die eigene Rechtspersönlichkeit der Gemeinde bleibt erhalten, was einen deutlichen Unterschied zur Fusion darstellt. Der Verband dient ausschließlich als Instrument zur Umsetzung der kommunalen Beschlüsse.

## Chancen und Ziele
- Mitarbeiter mit Kompetenz und Veränderungsbereitschaft
- Effektivitätssteigerung durch Spezialisierung
- Geringere Kosten für externe Dienstleister
- Bessere bzw. erstmalige Vertretungsregelungen (Urlaub, Krankheit, Tod etc.) bringt dauerhafte Qualität der Aufgabenerfüllung
- Erfahrungswissen wird weiter gegeben
- Bessere Aus- und Fortbildung

## Verbandsversammlung
Die Verbandsversammlung besteht aus 20 Vertretern der Mitgliedskommunen, die im Falle ihrer Verhinderung von Stellvertretern vertreten werden. Jedes Verbandsmitglied entsendet fünf Vertreter. Jeder Vertreter eines Verbandsmitglieds hat in der Verbandsversammlung eine Stimme. Die Vertreter und Stellvertreter eines Verbandsmitglieds werden von den Vertretungskörperschaften der Verbandsmitglieder aus ihrer Mitte für die Dauer von deren Wahlzeit gewählt. Mit dem Verlust des Wahlrechts oder der Mitgliedschaft in der Vertretungskörperschaft endet auch die Mitgliedschaft in der Verbandsversammlung.

### Aufgaben der Verbandsversammlung
1. Die Wahl des Vorsitzenden und des stellvertretenden Vorsitzenden der Verbandsversammlung
2. Die Änderungen und Ergänzungen der Verbandssatzung (insbesondere die Aufnahme und das Ausscheiden von Mitgliedern) sowie die Änderung der Verbandsaufgaben
3. Den Erlass, die Änderung, Ergänzung und Aufhebung dieser Satzung und sonstiger Rechtsnormen die den Gemeindeverwaltungsverband betreffen
4. Die Festlegung von Grundsätzen, nach denen die Aufgaben des Gemeindeverwaltungsverbandes wahrgenommen werden sollen
5. Den Erlass der Haushaltssatzung, ihrer Nachträge und die Festsetzung des Investitionsprogrammes des Verbandes
6. Die Festsetzung der Verbandsumlage
7. Die haushalts- und vermögensrechtlichen Entscheidungen des Verbandes nach der Hessischen Gemeindeordnung (HGO)
8. Die Überwachung der Ausführung der Beschlüsse
9. Die Auflösung des Verbandes

## Verbandsvorstand
Der Verbandsvorstand des Gemeindeverwaltungsverbandes besteht aus den Bürgermeistern/Bürgermeisterinnen aus den Mitgliedskommunen. Sie werden im Verhinderungsfall von ihren Vertretern im Amt vertreten. Der Vorsitz wechselt jährlich zwischen den Mitgliedskommunen. Die Reihenfolge wird im Vorstand festgelegt. Der künftige Vorsitzende übt im Jahr vor der Übernahme des Vorsitzes die Funktion des stellvertretenden Vorsitzenden aus. Jedes Verbandsmitglied hat eine Stimme und die Vorstandsmitglieder sind ehrenamtlich tätig.

### Aufgaben des Verbandsvorstandes
1. Der Verbandsvorstand entscheidet über die laufenden Verwaltungsangelegenheiten des Gemeindeverwaltungsverbandes, soweit sie nicht nach dem KGG oder der Satzung der Verbandsversammlung zugewiesen sind. Er ist insbesondere für folgende Angelegenheiten zuständig:
- a. Aufstellung des Entwurfes der Haushaltssatzung, ihrer Nachträge und des Entwurfes des Investitionsprogrammes
- b. Aufstellung des Jahresabschlusses und Vorlage an die Verbandsversammlung nach Abschluss der Prüfung durch das Rechnungsprüfungsamt
- c. Einstellung, Beförderung und Entlassung der Bediensteten/Auszubildenden des Gemeindeverwaltungsverbandes gemäß dem jeweils gültigen Stellenplan sowie Erlass einer Dienstordnung
- d. Vorbereitung der Änderung, Ergänzung und Aufhebung dieser Satzung und sonstiger Rechtsnormen des Verbandes
- e. Erstellung des Tätigkeitsberichts über das vergangene Geschäftsjahr mit Bekanntgabe in der Verbandsversammlung

2. Dem Vorstand können unbeschadet der Satzung von der Verbandsversammlung durch Beschluss die Erledigung weiteren Aufgaben dauernd oder im Einzelfall übertragen werden.
3. Der Vorstand bereitet die Beschlüsse der Verbandsversammlung vor und führt sie aus.